# 7840 Hendrika
7840 Hendrika eller 1994 TL3 är en asteroid i huvudbältet som upptäcktes den 5 oktober 1994 av den kanadensiska astronomen Christopher Aikman vid Dominion astrofysiska observatorium. Den är uppkallad efter upptäckarens fru, Hendrika Cornelia Marshall Aikman.
Asteroiden har en diameter på ungefär 2 kilometer.